# 那亥烈遗址
那亥烈遗址，位于中国青海省共和县倒淌河乡蒙古村，为青海省市县级文物保护单位，公布日期为1988年5月20日，类型为古遗址。
那亥烈遗址的历史年代为卡约文化。